# Apple Records
Apple Records is de platenmaatschappij die opgericht werd door The Beatles in 1968 als onderdeel van Apple Corps.

## Geschiedenis

### Eerste periode
Apple Records werd in 1968 opgericht door The Beatles om hun eigen platen en de platen van hun favoriete acts te verspreiden. James Taylor, Mary Hopkin, Billy Preston, Modern Jazz Quartet, The Iveys (later Badfinger), Doris Troy, Jackie Lomax en vele anderen kregen op deze manier een platencontract.

### periode vanAllen Klein
In 1969 nam Allen Klein het management van The Beatles en Apple over. Tijdens deze periode werd een grote schoonmaak gehouden in de acts die niet genoeg verkochten. Een aantal artiesten (zoals James Taylor) vertrokken uit onvrede met Kleins managementstijl.

### Uitdoofperiode en hiaat
In 1973, na het einde van Kleins management, doofde Apple Records zacht uit. Er kwamen geen nieuwe acts bij en er werden geen contracten meer verlengd. In 1976 verliep ook het distributiecontract van Apple met EMI Records en begon een lange winterslaap.

### Huidige periode
Na een bijna 10 jaar durende rechtszaak tussen Apple en EMI over royalty's kwam Apple in 1989 weer uit zijn winterslaap. Sindsdien worden alle Beatles-platen weer door Apple uitgebracht.

## Trivia
- De bedrijfsnaam was een woordgrapje; Apple Corps heeft ín het Engels dezelfde uitspraak als apple core, wat klokhuis betekent.
- Deze platenmaatschappij en de moedermaatschappij heeft niets te maken met Apple Inc., de fabrikant van onder andere de iMac computers en de populaire iPhone. Apple Corps en Apple Inc. zijn al een aantal decennia rechtszaken tegen elkaar aan het voeren om het gebruik van de naam Apple en het feit dat Apple Computers sinds de invoering van de iPod en iTunes zich in hetzelfde vaarwater (de muziekbranche) begeeft als Apple Records. Dit wordt vaak ook als belangrijkste reden gezien waarom nummers van The Beatles lange tijd niet online te koop waren bij iTunes. Sinds 15 november 2010 zijn de albums van The Beatles ook te koop in de iTunes Store van Apple Inc. Hiermee blijken de jaren van twist te zijn rechtgezet.[1]